# 345 California Center
345 California Center je postmoderní mrakodrap v centru kalifornského města San Francisco. Má 48 pater a výšku 211,8 metrů, je tak 5. nejvyšší mrakodrap ve městě. Byl dokončen v roce 1986 a za designem budovy stojí firma Skidmore, Owings and Merrill. V budově se nachází hotel, kancelářské a obchodní prostory.